# Anicla bartholemica
Anicla bartholemica är en fjärilsart som beskrevs av Hans Daniel Johan Wallengren 1871. Anicla bartholemica ingår i släktet Anicla och familjen nattflyn. Inga underarter finns listade i Catalogue of Life.